# 羽田一郎
羽田 一郎（はだ いちろう、1961年4月25日 - ）は、日本の作曲家、編曲家、音楽プロデューサー、ギタリスト。滋賀県大津市出身。

## 来歴
滋賀県立膳所高等学校、1985年、駒澤大学経済学部経済学科卒業。A型。
大学在学中に久保田利伸とファンクバンド「ホッテントット」を結成しギターを担当。自ら結成したバンド「MOTHER EARTH」で、久保田やAMAZONSなどのライブにも参加。作曲だけでなく音楽プロデューサーとしても活動。
1986年から久保田と共にニッポン放送「HITACHI FAN! FUN! TODAY」「ぽっぷん王国」の準レギュラーとして木曜日に出演（久保田のみ1987年に卒業。羽田は引き続き出演）、MCの上柳昌彦アナウンサーと軽快なトークを繰り広げた。10代のアマチュア音楽家を対象とした音楽コンテスト「TEENS' MUSIC FESTIVAL」において上柳アナと共に1988年・1989年と2年続けて総合司会を務めた。
代表曲は久保田利伸と共作した「You were mine」「Olympicは火の車」「Shake it Paradise」、田原俊彦に提供した「ジャングルJungle」「シルエットには踊れない」、LL BROTHERS「L.L BROTHERSのテーマ」などがある。

## 楽曲提供
アーティスト
浅香唯、AMAZONS、杏里、石川秀美、今井美樹、LL BROTHERS、大橋純子、緒方恵美、小川範子、KinKi Kids、工藤静香、久宝留理子、久保田利伸、小泉今日子、郷ひろみ、児島未散、酒井法子、沢田研二、柴田恭兵、篠原涼子、少年隊、鈴木聖美、鈴木早智子、鈴木雅之、SMAP、髙橋真梨子、田原俊彦、東京パフォーマンスドール、中江有里、中嶋美智代、中西保志、中山美穂、西田ひかる、早見優、久松史奈、BaBe、松田聖子、村田和美、憂歌団、米倉利紀、和田アキ子 ほか多数、郭富城（田原俊彦の楽曲をカバー）